# Поляченко, Владимир Аврумович
Влади́мир Авру́мович Поляче́нко (укр. Володимир Аврумович Поляченко; 14 августа 1938, Киев — 20 апреля 2012) — президент холдинговой компании «Киевгорстрой», президент Конфедерации строителей Украины, Герой Украины (2003).

## Биография
Родился 14 августа 1938 года в г. Киеве, в семье Аврума Ефимовича и Брониславы Львовны Поляченко.
Окончил Киевский инженерно-строительный институт, факультет бетонных и железобетонных конструкций (1956—1961), инженер-строитель-технолог.
Академик Академии строительства Украины.
Депутат Киевского городского совета (10.2002-04.2006). Выбранный депутат Киевского городского совета (с 04.2006).
Умер 20 апреля 2012 года.

### Производственная деятельность
- С 1961 года — мастер, с 1962 — главный технолог, завод железобетонных изделий № 2 треста «Стройдеталь».
- С 1972 — директор, завод железобетонных изделий ЗЖБИ-5.
- С 1976 — начальник, трест «Стройдеталь» Главкиевгорстроя.
- В 1979−1982 — заместитель начальника, Главкиевгорстрой.
- В 1982−1988 — начальник, управление «Киевремстрой» при Киевском горисполкоме.
- В 1988−1992 — 1-й заместитель начальника, Главкиевгорстрой.
- С 1992 — президент, холдинговая компания «Киевгорстрой».
- В 08.1995−05.2006 — председатель правления − президент, холдинговая компания «Киевгорстрой».
- С 05.2008 — член Совета Национального Банка Украины.

### Семья
- Жена — Татьяна.
- Дети: 
  - Поляченко, Юрий Владимирович (род. 1963) — доктор медицинских наук, заслуженный врач Украины, министр здравоохранения Украины (с 12 октября 2005 года по 23 марта 2007 года)
  - Поляченко Дарья Владимировна (род. 1995) — выпускница Кловского лицея 2012 года.

## Награды и заслуги
- Герой Украины (с вручением ордена Державы, 14.08.2003 — за выдающиеся личные заслуги перед Украинским государством в развитии строительной отрасли, многолетний самоотверженный труд).
- Советский орден «Знак Почёта».
- Орден князя Ярослава Мудрого V степени (2008)[3]
- Украинские ордена «За заслуги» III, II (11.1996)[4] и I (08.1998) степеней.
- Серебряный орден Святого князя Владимира II степени (02.1999, УПЦ).
- Лауреат Государственной премии Украины в области архитектуры (2003).
- Заслуженный строитель Украины (1992).
- Почётные грамоты Кабинета Министров Украины (05.2000, 08.2003).
- Почётный гражданин Киева.